# Protium calanense
Protium calanense är en tvåhjärtbladig växtart som beskrevs av José Cuatrecasas. Protium calanense ingår i släktet Protium och familjen Burseraceae. Inga underarter finns listade i Catalogue of Life.